# Gustavo Irusta
Gustavo Rolando Irusta (Provincia de Buenos Aitrd, 31 de enero de 1969) es un exfutbolista argentino que se desempeñaba como arquero. Surgió en Independiente de Avellaneda donde jugó solo 4 partidos oficiales fue su cuarto guardameta. Es hijo del conocido arquero Rolando Hugo Irusta. Destacó principalmente en Talleres de Córdoba y San Martín de Tucumán. Actualmente forma parte del cuerpo técnico de Talleres de Córdoba como entrenador de arqueros, comenzó a serlo a partir del año 2005.

## Trayectoria

### Club Atlético Talleres
Llegó a Talleres en el año 1992 proveniente de Independiente de Avellaneda y permaneció hasta el año 1995 con la institución cordobesa. Debutó el 16 de agosto de 1992.
A base de grandes atajadas, humildad y compromiso con los colores, Gustavo Irusta logró transformarse en uno de los arqueros más queridos por la hinchada de Talleres a lo largo de la historia. El “Mono” tuvo una gran etapa defendiendo el arco "albiazul" y posteriormente se vinculó al Club como entrenador de arqueros. Irusta siente, respira y vive Talleres cada día desde hace muchos años y no duda a la hora de decir que éste es su lugar en el mundo. Gustavo es el protagonista del Capítulo 9 de “Históricos: Los Nombres de una Pasión” y en una imperdible entrevista nos cuenta sus comienzos, algunas anécdotas, su visión de la actualidad del Club y todo lo que ha generado el azul y blanco en su vida.
Jugó en total 59 partidos oficiales con el equipo. Algunas de sus actuaciones destacadas fueron el ascenso a Primera División el 6 de agosto de 1994 frente a Instituto. por 3 a 1.

## Clubes y estadísticas
| Club                    | País      | Año       | Partidos |
| ----------------------- | --------- | --------- | -------- |
| Independiente           | Argentina | 1988-1992 | 4        |
| Talleres de Córdoba     | Argentina | 1992-1995 | 59       |
| San Martín de Tucumán   | Argentina | 1996-1997 | 35       |
| Club Atlético Platense  | Argentina | 1998-1999 | 30       |
| Independiente Rivadavia | Argentina | 2000-2001 | 28       |

Fuente

## Palmarés

### Otros logros
| Logro                      | Club                   | País      | Año     |
| -------------------------- | ---------------------- | --------- | ------- |
| Ascenso a Primera División | Club Atlético Talleres | Argentina | 1993-94 |